# Манино (Липецкая область)
Манино — село в Хлевенском районе Липецкой области. Входит в состав Синдякинского сельсовета.

## История
Возникло в конце XVI века, впервые упоминается в Дозорной книге 1615 года. В 1676 году в селе насчитывалось 73 двора В 1784 году в Манино была построена Рождественская церковь, сохранившаяся до наших дней.

## Население
| 1859 | 2009 | 2010 |
| ---- | ---- | ---- |
| 418  | ↘65  | ↗82  |

## Улицы
- ул. Дачная,
- ул. Лесная,
- ул. Садовая,
- ул. Советская.